# Proyecto hidroeléctrico Panambí

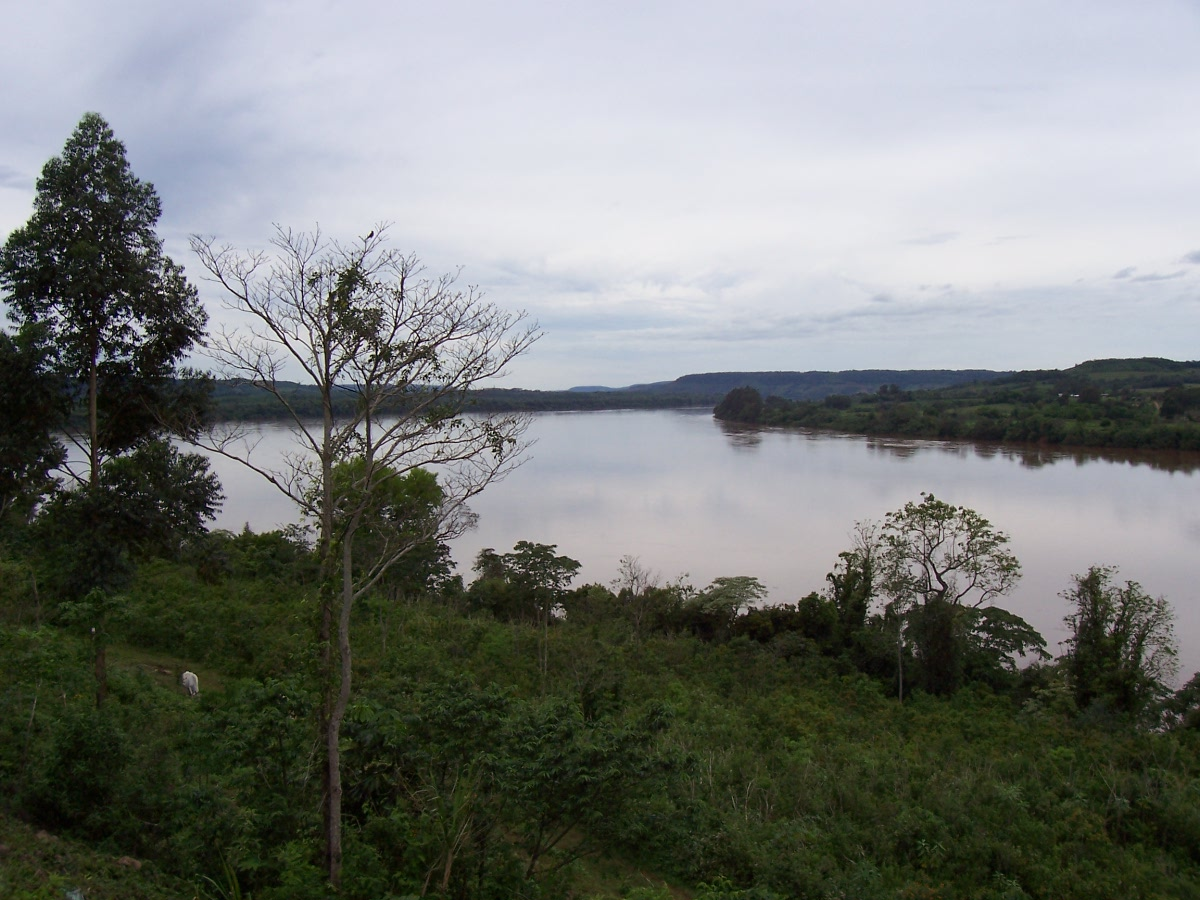
El río Uruguay, a su paso por Puerto Panambí.

Panambí es el nombre de un proyecto de represa, embalse y central hidroeléctrica que sería construido sobre el río Uruguay, entre la provincia de Misiones, Argentina, y el Estado de Río Grande del Sur, Brasil. Estaría ubicado unos 10 km aguas arriba de la localidad argentina de Puerto Panambí.
El proyecto es una variante de un proyecto anterior de represa, conocido como Roncador, que había suscitado una sólida oposición por la superficie que su embalse habría inundado y porque habría sumergido los saltos del Moconá, un importante centro de turismo ecológico.
El proyecto ha generado —junto a todos los demás proyectos hidroeléctricos de la provincia de Misiones— fuerte oposición por parte de grupos ecologistas y de la población en general por afectar zonas de selva subtropical. No obstante, el proyecto ha sido diseñado especialmente para afectar la menor superficie posible, de modo de intentar convencer a la población de que sus ventajas serían superiores a sus efectos negativos.

## Historia

### Garabí y Roncador
Durante la década de 1970 se desarrolló en la Argentina y en el Brasil una serie de proyectos de aprovechamientos hidroeléctricos en todo el territorio de ambos países. Entre ellos se pensó en el aprovechamiento conjunto de la energía que podría producir el río Uruguay en el tramo compartido entre ellos. En el año 1972 se firmó ente ambos países un acuerdo que contemplaba la realización de un estudio conjunto acerca del potencial hidroeléctrico del tramo del río compartido por ambas naciones y su tributario, el río Pepirí Guazú. Se encargó al consorcio binacional Hidroservice-Hidrened para llevar a cabo los estudios de prefactibilidad, y luego de factibilidad del Proyecto Hidroeléctrico Garabí, el cual fue presentado en 1977.
El proyecto más importante consistía en establecer una central hidroeléctrica en un lugar favorable y accesible, cerca de Garruchos, que se llamó Garabí. Quedaban libres de aprovechamiento un sector aguas arriba, desde el punto en que este río comenzaba a ser frontera entre los dos países hasta el comienzo del embalse de Garabí, y un sector aguas abajo, desde la presa de Garabí hasta el comienzo del embalse Salto Grande, ya cerca de la frontera con la República Oriental del Uruguay. Para el sector inferior se proyectó un embalse al que se dio el nombre de San Pedro, ubicado en zona de llanura y colinas. Para el sector superior se planificó un proyecto mucho más rentable, al que se denominó Roncador; este último preveía el embalse del curso del río Uruguay desde el comienzo de la frontera internacional.
En mayo de 1980 los gobiernos de la Argentina y el Brasil firmaron un Tratado de límites, con la consideración expresa de los ríos Uruguay y Pepirí-Guazú. En los años siguientes, en Brasil se proyectaron y construyeron tres represas sobre el tramo del río Uruguay de exclusiva soberanía brasileña.
Durante los años 80 se produjeron importantes retrasos, causados principalmente por las sucesivas crisis económicas que caracterizaron la historia argentina desde fines de la última dictadura, las dificultades para acordar entre gobiernos democráticos y con los públicos de ambos países y el aumento de la sensibilidad del público a las cuestiones ambientales. Mientras el Brasil se concentraba en terminar la represa de Itaipú y la Argentina en llevar adelante la represa de Yacyretá y la de Salto Grande, no fue posible el entendimiento para llevar adelante otros proyectos.
Los cuestionamientos al desarrollo de represas de grandes dimensiones —especialmente fuertes en la Argentina— llevaron a la población a oponerse a este tipo de proyectos. Cuando el gobierno nacional anunció su intención de construir la represa de Corpus, un plebiscito organizado en la provincia de Misiones, en el cual el 88% de los votos válidos se manifestaron en contra, llevó a la paralización del proyecto. La victoria de los sectores conservacionistas les dio ánimos para oponerse a proyectos similares, con lo cual los de Garabí y Roncador fueron fuertemente cuestionados.
Los principales argumentos contra los dos proyectos estaban centrados en sus efectos sobre la selva circundante, sobre la población de los márgenes que debería ser trasladada y —en el caso de Roncador— sobre la desaparición de los saltos del Moconá, un interesante y potencialmente valioso destino turístico. Estos últimos están ubicado a lo largo de una falla de 3 km de largo, con caídas de agua de 5 a 7 m de altura y están protegidas por ley.

### Garabí y Santa María
El retraso de los proyectos llevaron a que la presentación de un proyecto alternativo, presentado en 1986, pasara prácticamente desapercibido. Éste consideraba abandonar Roncador y subdividir Garabí en dos centrales menores, ubicadas una en Garabí y otra en las cercanías de Santa María; las dos centrales producirían ligeramente más energía eléctrica que una sola, con un costo económico algo menor, pero con una muy importante reducción del área inundada.
La idea de construir la central de San Pedro quedaba abandonada debido a la alta relación costo / ingresos y por la extensa área que quedaría sumergida en el embalse. En todo caso, se la consideraba pospuesta hasta tanto un aumento del costo de la energía eléctrica la hiciera sustentable.
En la primera década del siglo XXI se llevaron adelante nuevos estudios para adaptar los proyectos a las nuevas exigencias ambientales, y en 2007, los presidentes Cristina Fernández de Kirchner y Lula da Silva firmaron un acuerdo para hacer avanzar el proyecto.

### Garabí y Panambí

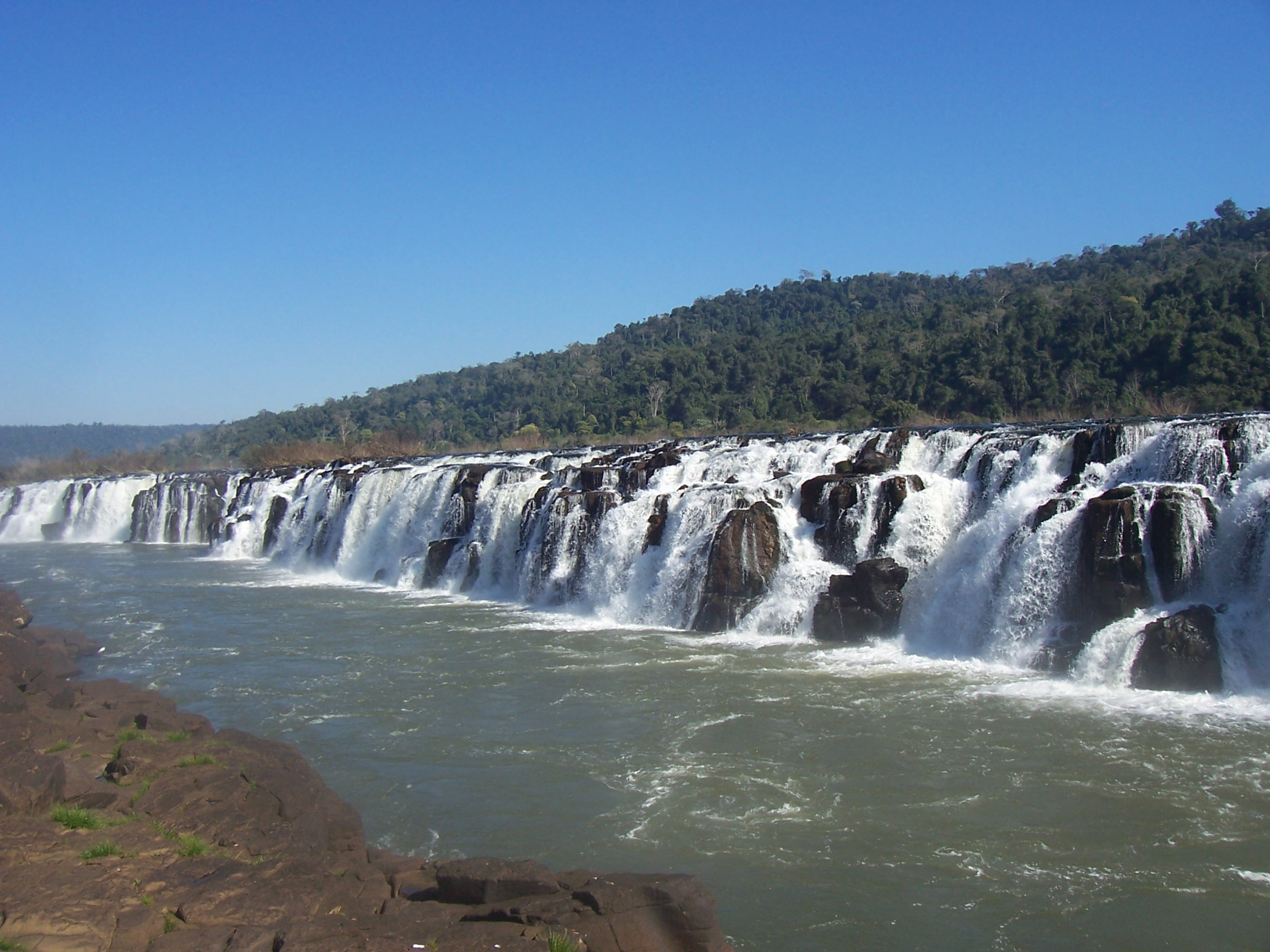
El proyecto Panambí fue diseñado para no afectar los saltos del Moconá.

Un nuevo proyecto, que fue presentado en el año 2010 por la empresa EIBISA, contempla construir la represa original en Garabí, pero con una cota de llenado inferior en 5 metros, quedando en 89 m s. n. m., más una segunda represa ubicada en las cercanías de Puerto Panambí, con un nivel  de llenado en 34 metros menor que el proyecto Roncador, quedando en 130 m s. n. m., para dejar fuera del área de inundación los saltos del Moconá. El proyectado embalse de Panambí tendría un 72% menos de superficie que el de Roncador.
El proyecto tendría un costo marcadamente inferior al original, aunque produciría también menos energía:
- el proyecto inicial consideraba una capacidad instalada de 3612 MW en San Pedro, 6083 MW en Garabí y 8985 MW en Roncador, sumando 18 680 MW totales. La producción anual sería de 177 000 más 81 000 GWh/año, totalizando 115 800 GWh/año;
- por su parte, el proyecto Garabí-Panambí considera una capacidad instalada de 1152 y 1048 MW en Garabí y Panambí respectivamente. Su producción está calculada en 64 204 y  32 763 GWh/año, sumando 96 967 GWh/año.[1]

En la nueva alternativa, el costo de la energía producida anualmente por ambas centrales hidroeléctricas sería de 55,4 US$/MWh. La potencia instalada en ambas centrales equivale al 8% de la potencia instalada en el Sistema Interconectado Nacional Argentino más el 2% del Sistema Interligado Brasileño. El 50% de la energía producida que le correspondería a la República Argentina representa el 5% del total comercializado en ese país durante el año 2009.
En su versión actual, se ha estimado que el proyecto afectaría las viviendas de 6671 personas, 2810 del lado argentino y 3861 del lado brasileño. La zona en que, indirectamente ambos embalses tendrían alguna influencia se ha estimado en 116 000 km², una zona habitada por 2,5 millones de personas.
En el año 2012 se hicieron algunos avances, iniciándose la realización de estudios de impacto ambiental y comunicación social previos a la construcción de ambas represas, que fue adjudicado a un consorcio formado por empresas argentinas y brasileñas. El mismo dispone de un plazo de 20 meses para realizar todas las evaluaciones de impacto en el ecosistema y la población local, además de elaborar un plan de difusión de información.
El plan pretende iniciar la construcción de ambas represas en los primeros meses de 2014 y estima poder terminarlos en el 2019.

## Características del proyecto Panambí
La represa estaría ubicada en el km 1016 del río Uruguay, unos 10 km aguas arriba de las localidades de Porto Vera Cruz y Puerto Panambí. El lugar elegido es una angostura del cauce del río y del estrecho cañón por el que éste corre, en que predominan los afloramientos de basalto de la formación geológica conocida como Serra Geral, típica de los sectores australes del macizo de Brasilia.
Se trataría de una represa principal en hormigón, del tipo de gravedad, cuya cota de coronamiento está ubicada a 130 m s. n. m. Casi la totalidad de la misma estaría ocupada por las tomas de turbinas y los vertederos; estos últimos estarían compuestos de 22 compuertas, y estarían diseñados para una capacidad máxima de descarga de 81 000 m³/s, que es el caudal estimado de recurrencia para un período de 10 000 años. A los lados hay dos cortas represas de escasa altitud, de roca impermeabilizada con un núcleo de arcilla.
La obra requeriría la excavación de 4 312 719 m³ de terreno rocoso, la utilización de 4 037 937 m³ de ataguías y la construcción de muros de hormigón de 1 422 663 m³.
El costo total estimado era, a octubre de 2008, de 2474 millones de dólares, y el tiempo estimado de construcción sería de alrededor de 5 años.
La central hidroeléctrica proyectada, ubicada por delante del embalse, estaría formada por siete turbinas Kaplan de eje vertical y sus correspondientes generadores, con una capacidad instalada total de 1048 MW. La mitad de la producción sería de propiedad de la Argentina, y la otra del Brasil; cualquiera de las dos partes puede vender parte o toda su fracción a la otra, con precios a convenir entre ambas.
El embalse resultante, de algo más de 327 km², tendría una forma alargada, encerrada entre las empinadas barrancas cubiertas de vegetación, y se adentraría muy poco en los valles laterales de unos pocos ríos menores. A diferencia del caso de Garabí, su utilización como recurso turístico será limitada, por poseer muy pocos lugares que se puedan adaptar a playas y embarcaderos. También está ubicado en una zona de mucho menor densidad de población, especialmente del lado argentino.
El proyecto de Panambí, al igual que las distintas versiones del de Garabí, no incluyen la instalación de esclusas de navegación, ya que la misma resultaría sumamente difícil para embarcaciones de gran porte debido a la topografía del lecho del río.

## Impacto socioambiental

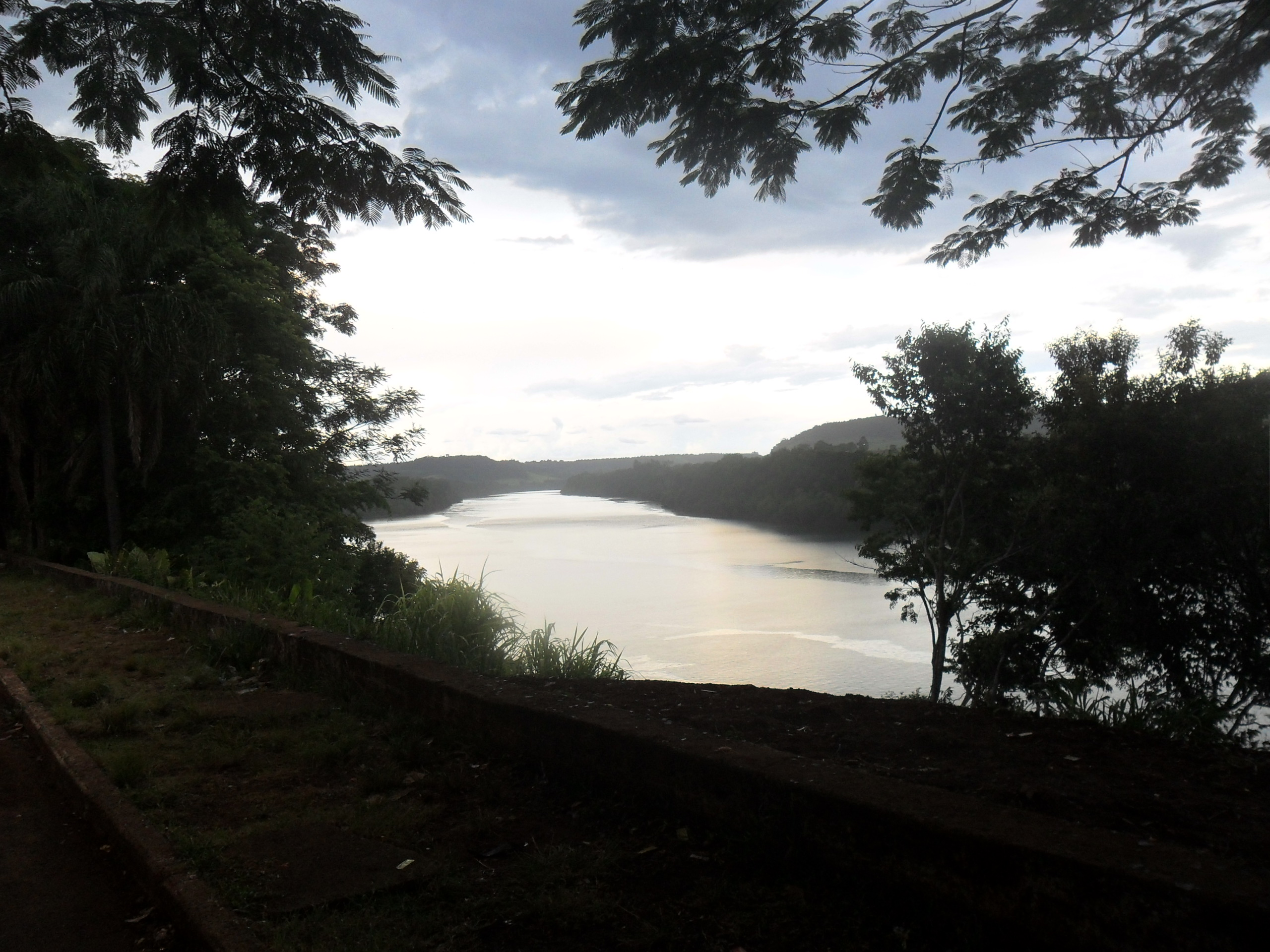
El río Uruguay a su paso por El Soberbio, donde el río experimentará un aumento de pocos metros.

Se ha estimado que el embalse afectará alrededor de 19 000 ha de vegetación nativa, afectando algunas reservas como el Parque Estadual do Turvo (Brasil), donde inundará aproximadamente 60 ha, la Reserva de la biosfera Yabotí (Argentina), en que se verán afectadas unas 34 ha, y el Parque Ruta Costera del río Uruguay.
El aprovechamiento Panambí afectaría las localidades de Alba Posse y Porto Mauá, con la necesidad de trasladar alrededor de 1300 personas. A eso habría que sumarle una 5400 personas en el área rural. No se afectarían áreas indígenas. El traslado de la población directamente afectada incidiría fuertemente en el comportamiento personal y social de los afectados, que se verán forzosamente obligados a integrarse a comunidades de las que no son originarios.
Se ha estimado que serían afectados veintiún sitios arqueológicos, seis de estudios de cazadores-recolectores del holoceno, y quince de culturas agrícolas de tradición guaraní. Se ha solicitado incluir un programa específico de rescate de estos sitios arqueológicos.
La construcción de la nueva represa llevaría a la extinción de muchas especies de peces, debido a la interrupción de migraciones ligadas a la reproducción. El proyecto no contempla ningún sistema de transferencia de peces.
Uno de los efectos más temidos por quienes objetan este tipo de obras es el efecto de la instalación de gran cantidad de trabajadores, que puedan causar un colapso de los servicios básicos, tales como salud, educación o seguridad, que afectaría a la población residente. Si bien estos efectos desaparecerían en el momento en que termine la construcción, una obra de esta magnitud atrae también a personas y familias para ofrecer servicios indirectos a los empleados. Se teme la instalación de caseríos improvisados, que llevarían a un aumento de la prostitución, los delitos y los índices de alcoholismo y drogadicción; por otro lado, esta fracción de la población no abandonaría la región tras el final de la obra, con lo que se agregaría también la desocupación y sus efectos.
Otro factor que podría tener graves consecuencias es el de la circulación de personas y vehículos, ya que el tránsito continuo de vehículos pesados por rutas y caminos podrían causar el colapso de la red vial existente y generaría enormes cantidades de polvo ambiental.  Igualmente, la instalación de canteras de materiales pétreos y arcillas sobre la región circundante generaría gran cantidad de polvo ambiental y expodría amplias zonas a la erosión hídrica.
Entre los efectos positivos esperables, la reducción del consumo de fuentes fósiles de energía tendría efectos benéficos a nivel planetario, y el aumento de la disponibilidad de los mismos permitiría a ambos países reducir sus importaciones y aumentar sus exportaciones de petróleo.
La provincia de Misiones y el Estado de Río Grande del Sur se verían beneficiados por el pago de regalías por parte de los estados nacionales, y los municipios por el pago de compensaciones por la explotación de recursos.
La realización de este tipo de obras requiere la construcción de infraestructura de transporte, que una vez terminada la construcción quedaría a disposición de la región. Lo mismo ocurriría con algunas otras inversiones en infraestructura pública, como escuelas y centros de salud. Por otro lado, un súbito aumento de la inversión de todo tipo en la zona de influencia de la obra tendría efectos benéficos a corto y largo plazo, ya que se favorecería el aumento de la infraestructura privada, por ejemplo en hotelería.
Se espera que esta obra genere, de forma directa, unos 20 000 puestos de trabajo durante su construcción, más muchos cientos más que se generarán en relación con servicios secundarios. Tras la finalización de la obra, la planta permanente de un emprendimiento de este tipo es necesariamente reducida, aunque significativa en comparación con la población de los núcleos urbanos de la región.
Por último, la obra, la infraestructura remanente y el embalse podrían fortalecer el turismo en la región, a condición de que sean planificadas de forma eficaz.